# Lijst van bibliotheken in Gent
Dit is een lijst van bibliotheken in Gent.
- Baudelobibliotheek
- Bibliotheek van het Bisschoppelijk Seminarie Gent
- De Krook
- Faculteitsbibliotheek Ingenieurswetenschappen en Architectuur
- Universiteitsbibliotheek Gent